# Bronco Buster
Bronco Buster è un film del 1952 diretto da Budd Boetticher.
È un western statunitense con John Lund, Scott Brady e Joyce Holden.

## Produzione
Il film, diretto da Budd Boetticher su una sceneggiatura di Lillie Hayward e Horace McCoy e un soggetto di Peter B. Kyne, fu prodotto da Ted Richmond per la Universal Pictures e girato a Los Angeles, California, a Calgary, Canada, a Cheyenne, Wyoming, a Pendleton, Oregon, e a Phoenix, Arizona, da fine agosto al 13 settembre 1951. Il film doveva originariamente essere interpretato da Peggy Dow nel ruolo di Judy Bream.

## Distribuzione
Il film fu distribuito negli Stati Uniti nel maggio 1952 (première a Omaha il 18 aprile 1952) al cinema dalla Universal Pictures.
Altre distribuzioni:
- in Portogallo il 26 dicembre 1955 (Rivais no Perigo)
- in Brasile (Desafio)
- in Francia (Les rois du rodéo)
- in Germania Ovest (Rivalen im Sattel)